# Daedalea ambigua
Daedalea ambigua är en svampart som beskrevs av Berk. 1845. Daedalea ambigua ingår i släktet Daedalea och familjen Fomitopsidaceae.   Inga underarter finns listade i Catalogue of Life.